# Hypomecis roboraria
Boarmie du chêne
Espèce
Hypomecis roboraria, la Boarmie du chêne, est une espèce de papillons de la famille des Geometridae.

## Répartition
Ce papillon à une répartition paléarctique et se rencontre en Europe, dans l’Ouest de l’Asie centrale, à travers la Sibérie et la Mongolie et jusqu’au Nord de la Chine.

## Description
L'envergure est de 40 à 50 mm. Le mâle a des antennes en forme de plume, la femelle en forme de fil. Les ailes antérieures présentent trois bandes transversales étroites, ondulées et sombres, claires sur le bord antérieur, souvent floues plus en arrière. Les ailes postérieures ont deux de ces bandes croisées, dont l'une est généralement assez claire. La larve est nue, brune et noueuse et ressemble fortement à une brindille de chêne morte.
Les papillons volent de mai à août. Les chenilles se nourrissent de chêne.
Hypomecis punctinalis est l'une des espèces similaires.

## Liste des sous-espèces
Selon GBIF (11 novembre 2023) :
- Hypomecis roboraria amplaria (Wileman, 1911)
- Hypomecis roboraria demonstrata (Prout, 1917)
- Hypomecis roboraria displicens (Butler, 1878)
- Hypomecis roboraria menetriesi (Staudinger, 1871)
- Hypomecis roboraria roboraria (Denis & Schiffermüller, 1775)

## Systématique
Le nom valide complet (avec auteur) de ce taxon est Hypomecis roboraria (Denis & Schiffermüller), 1775.
L'espèce a été initialement classée dans le genre Geometra sous le protonyme Geometra roboraria (Denis & Schiffermüller) , 1775.
Ce taxon porte en français les noms vernaculaires ou normalisés suivants : Boarmie du Chêne,.
Hypomecis roboraria a pour synonymes :
- Boarmia isabellae Fernández, 1931
- Boarmia roboraria (Denis & Schiffermüller, 1775)
- Geometra consobrinaria Hübner
- Geometra roboraria (Denis & Schiffermüller), 1775
- Hypomecis bicolor Lempke, 1970
- Hypomecis extincta Wagner, 1920
- Hypomecis illustris Richardson, 1952
- Hypomecis infuscata Staudinger, 1871
- Hypomecis infuscatissima Culot, 1928
- Hypomecis isabellaria Staudinger, 1901
- Hypomecis melaina Schülze, 1917
- Hypomecis nigra Thierry-Mieg
- Hypomecis nigrofasciata Lempke, 1952
- Hypomecis piperitaria Stephens, 1829
- Hypomecis subtuniformis Lucas, 1960
- Hypomecis varia Cockayne, 1948